# Église Saint-Pierre d'Hermanville-sur-Mer
Pour les articles homonymes, voir Église Saint-Pierre.
L'église Saint-Pierre est une église catholique située à Hermanville-sur-Mer, en France.

## Localisation
L'église est située dans le département français du Calvados, dans le bourg d'Hermanville-sur-Mer.

## Historique
Le bâtiment de pierre existe depuis le XIe siècle, époque de construction de la nef.
À partir du XVe siècle, l'existence d'une confrérie de charité placée sous l'égide de saint Nicolas, patron des mariniers, est avérée dans la paroisse. 
Jusqu'à la Révolution le patronage de l'église d'Hermanville appartient à un seigneur laïc qui a le droit de nommer à la cure c'est-à-dire de choisir celui qui serait curé de la paroisse. En 1677, Louis-Hercule Vauquelin, bachelier en théologie, succède à l'abbé Formont à l'âge de 24 ans grâce à son frère, le marquis d'Hermanville, patron de l'église. La dîme de la paroisse d'Hermanville, perçue par le curé, est très importante et en outre trois obitiers sont attachés au service de la paroisse. Louis-Hercule Vauquelin participe financièrement au maintien du maître d'école. Il fait aussi don d'un grand retable qui cache le mur plat du chevet dont les lancettes à vitraux ont été supprimées comme dans d'autres églises. 
Au début du XIXe siècle, l'abbé Victor Delaunay rétablit le triplet du chevet et ses vitraux. L'abbé Jean-Amédée Colleville, curé du lieu de 1949 à 1879, continue la restauration.
L'engouement pour le patrimoine médiéval initié en Normandie pousse les architectes et les mécènes à restaurer parfois trop lourdement,. En 1914, la proposition de classement aux monuments historiques est rejetée.
Pendant le débarquement de Normandie en 1944, le clocher reçoit un tir d'obus. Depuis le trou a été bouché, mais on peut toujours le situer sur la façade du clocher.
Le 14 juin 1944, les cloches de l'église sont les premières à célébrer le débarquement allié sur les plages normandes. Et la première messe en territoire libéré de l'occupation allemande est dite le 18 juin suivant et diffusée par la BBC.

## Architecture
L'église comporte une nef romane du XIe siècle flanquée de bas-côtés, un chœur du XIIIe siècle au nord duquel une petite chapelle du XIIe siècle est accolée et côté nord également, une tour datant également en grande partie du XIIe siècle.

### Nef
La nef date du XIe siècle d'après Arcisse de Caumont. Elle a été restaurée après 1874 et les murs des bas-côtés ont été reconstruits. Elle s'élève sur deux niveaux .
Au sud, le bas-côté de quatre travées est épaulé par des contreforts tandis qu'au-dessus, le mur gouttereau est percé seulement de trois très petites baies. Des modillons du XIXe siècle sont décorés de visages grimaçants et autres motifs copiés de la période romane. Une porte plein-cintre autrefois abritée sous un porche dorique permet de rentrer dans l'église.
Le bas-côté nord ne s'étend que sur deux travées. Il est percé par deux fenêtres cintrées qui n'existaient pas avant 1846, au moment du passage d'Arcisse de Caumont qui note que « les fenêtres débordent dans la toiture ». Le dessin de Louis-Henri Brevière montre une lucarne pendante. Au-dessus du bas-côté, la corniche du mur gouttereau de la nef, ornée de billettes, est soutenue par une rangée de modillons d'origine. L'un d'eux représente un bélier, motif qu'on retrouve dans les églises de Thaon, de Périers-sur-le-Dan, de Biéville.
Le pignon occidental s'élève sur trois niveaux. L'ouverture de la grande porte occidentale était en arc-brisé à l'époque du passage d'Arcisse de Caumont qui a eu lieu avant 1856. Cette porte a été complètement transformée : son ouverture est en plein-cintre et le bandeau de son archivolte est décoré d'un rang de billettes surmonté de dents-de-scie, ornements géométriques caractéristiques de la période romane en Normandie reproduits par les sculpteurs du XIXe siècle.
- À l'intérieur, la nef comporte trois travées. Sa charpente lambrissée en berceau est décorée d'un tapis de motifs dorés. Elle communique avec les bas-côtés par de massives arcades plein-cintre et s'ouvre sur le chœur par un arc-triomphal en forme d'arc brisé.

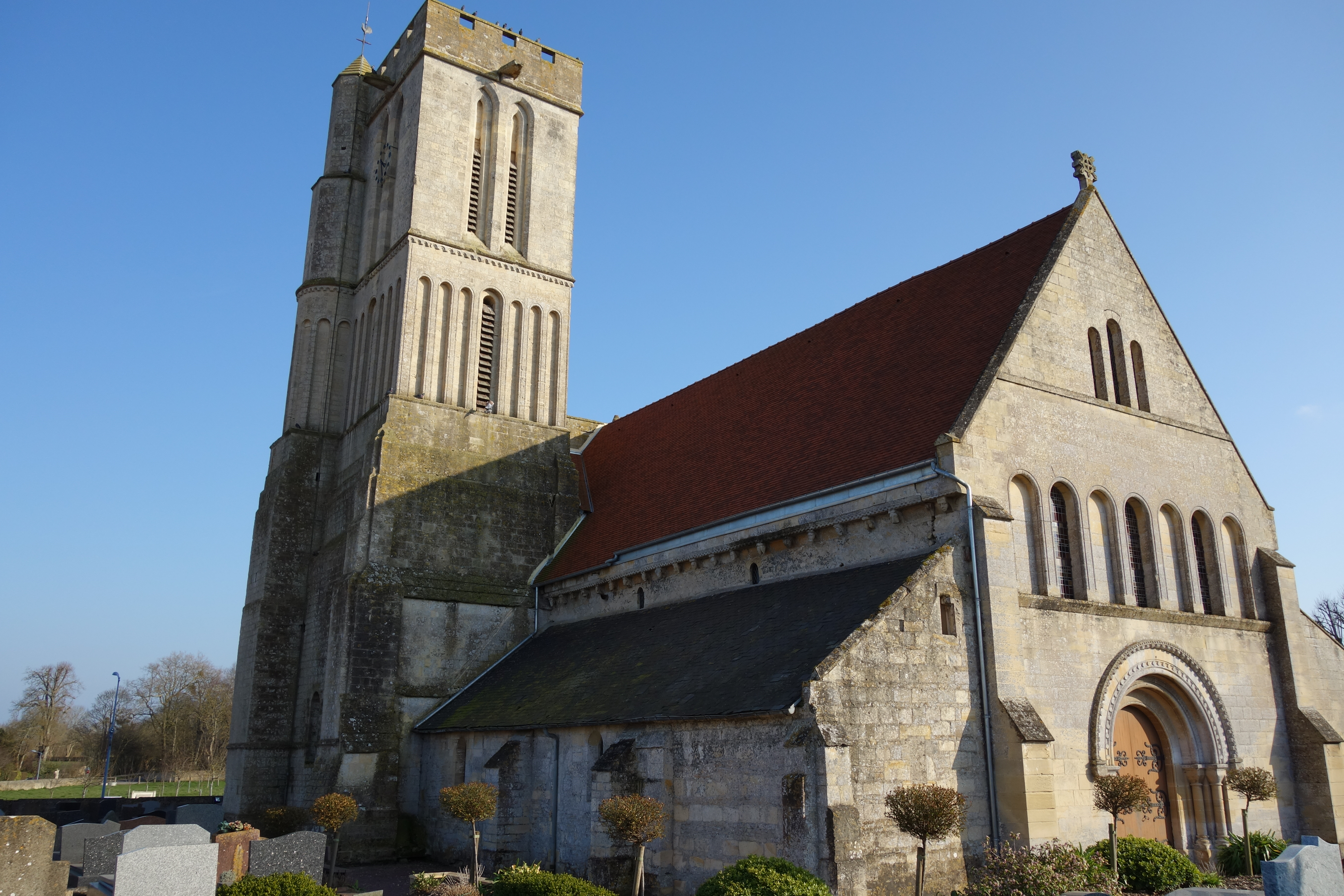
Pignon occidental et bas-côté nord.
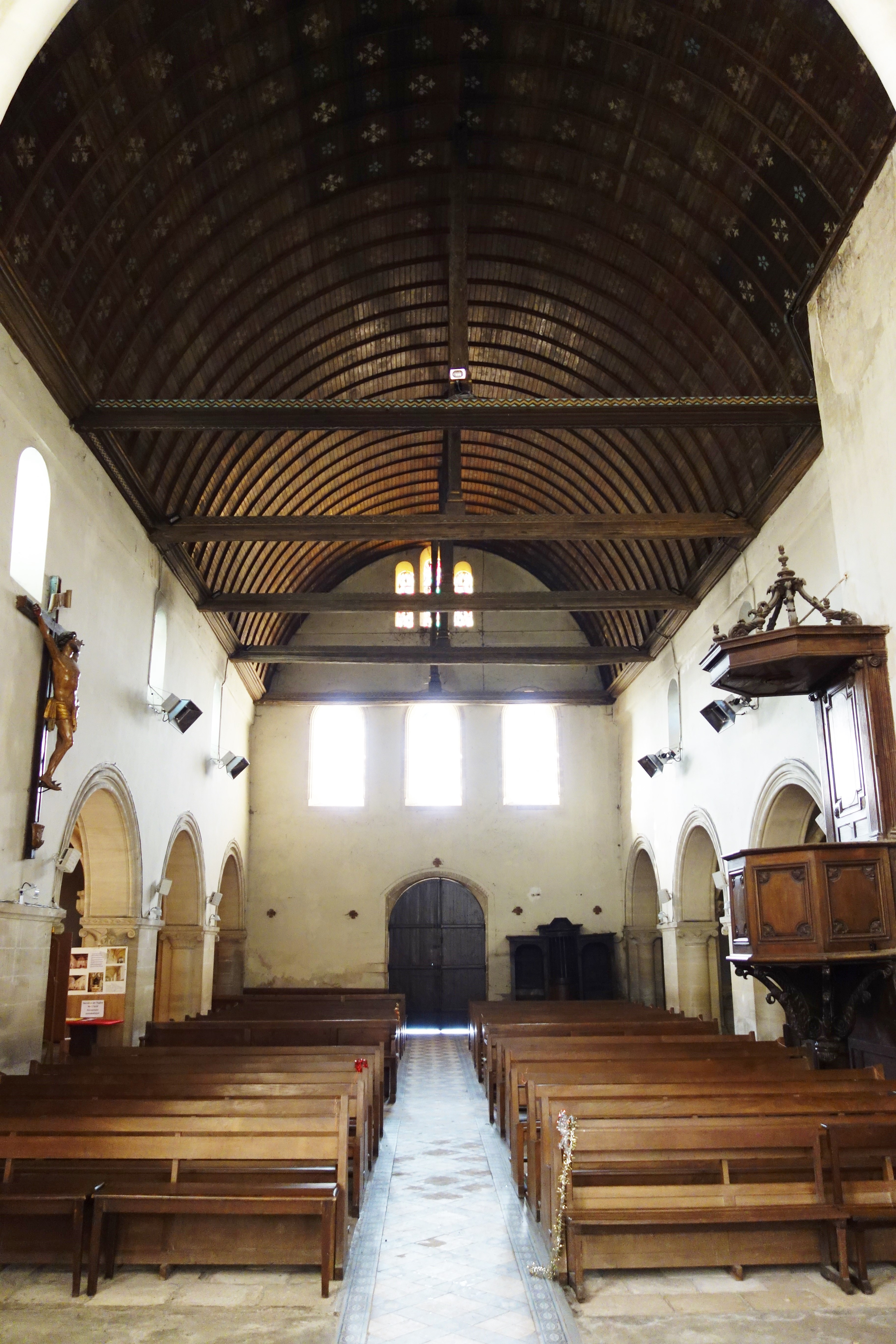
nef romane, charpente lambrissée.
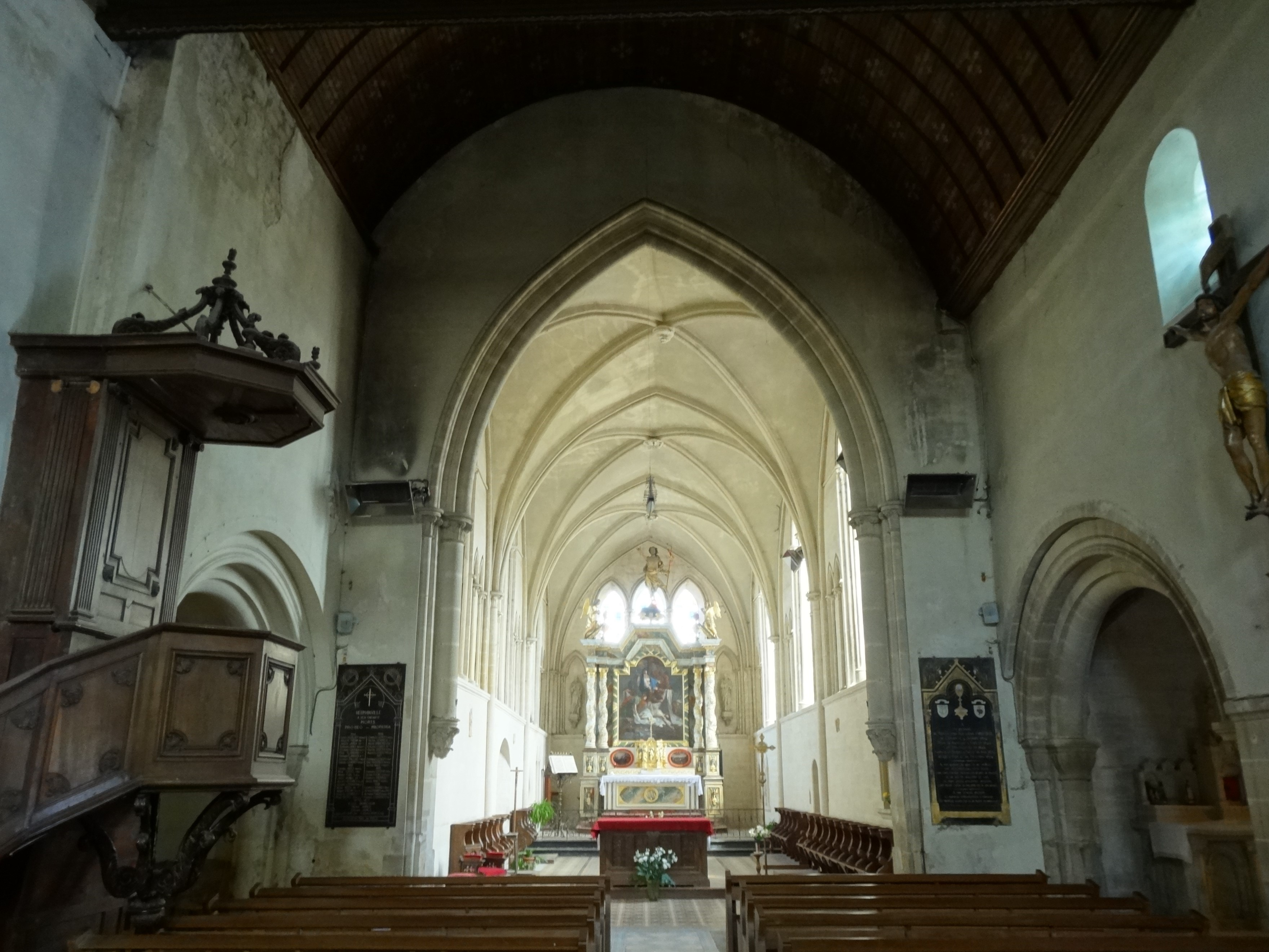
Arc triomphal.

### Chœur
Le chœur date du XIIIe siècle. Plus étroit que la nef, il comporte comme elle trois travées rythmées par des contreforts mais un seul rang d'arcatures en arc-brisé dont les colonnettes ont disparu. Il est éclairé par de hautes lancettes jumelées. Un triplet orne le chevet plat caché en partie par un petit bâtiment rectangulaire construit pour servir de sacristie mais qui n'est plus utilisé depuis le XXe siècle. Ce triplet a été remis en état par le curé Victor Delaunay au début du XIXe siècle. Deux pierres de réemploi sont incrustées dans le mur sud ainsi qu'une plaque en mémoire d'un curé de la paroisse mort en 1786.
Une chapelle est accolée au mur nord et à la tour.
À l'intérieur, le chœur du XIIIe siècle est couvert de trois croisées d'ogives aux arcs brisés soutenus par de fines colonnettes dont les chapiteaux à un seul rang de crochets sont surmontés de tailloirs circulaires. Les  hautes lancettes géminées des murs gouttereaux et le triplet donnent beaucoup de lumière et une « légèreté admirable » à cette partie de l'édifice tournée vers l'orient.

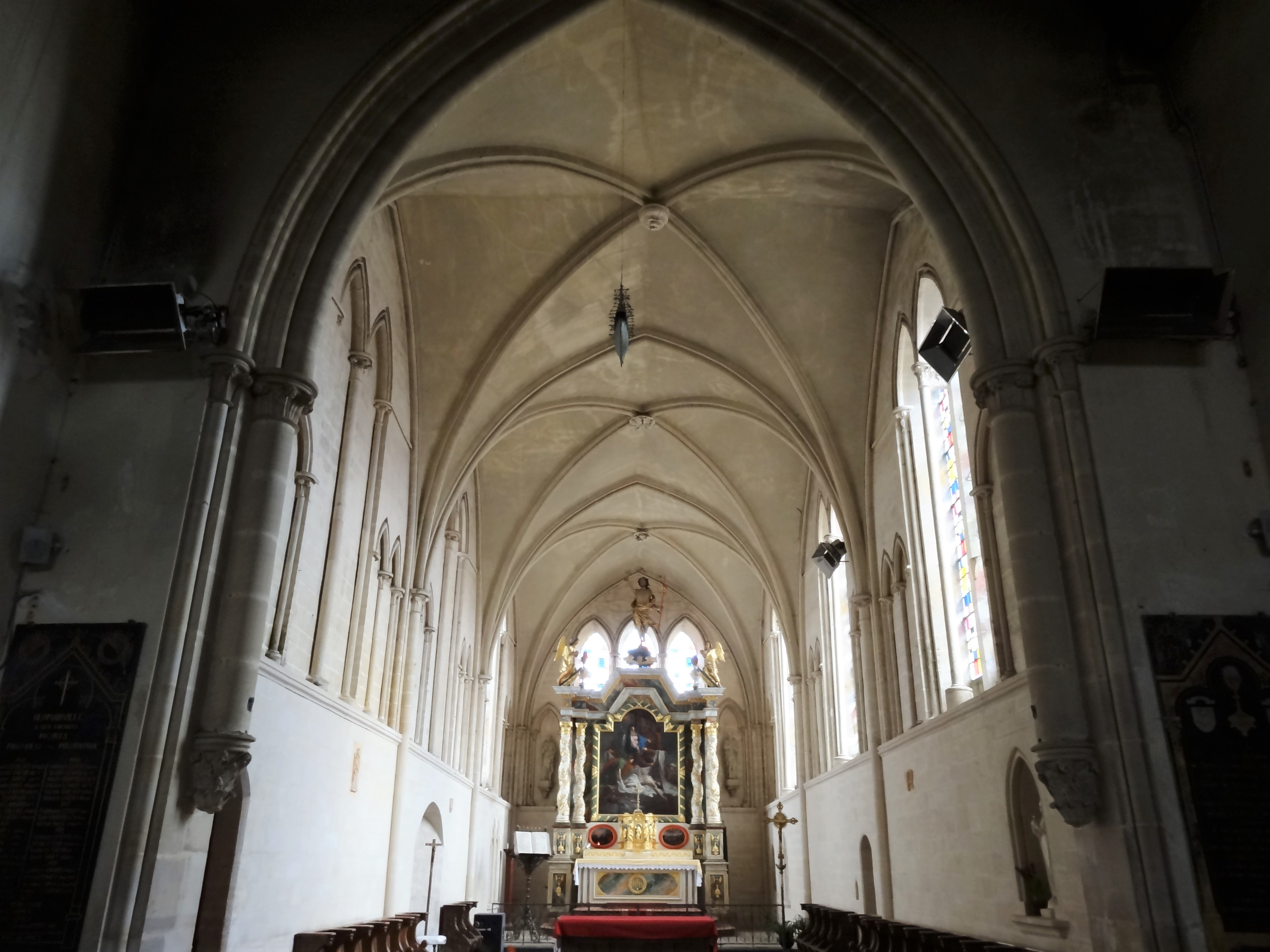
Choeur du XIIIe siècle.
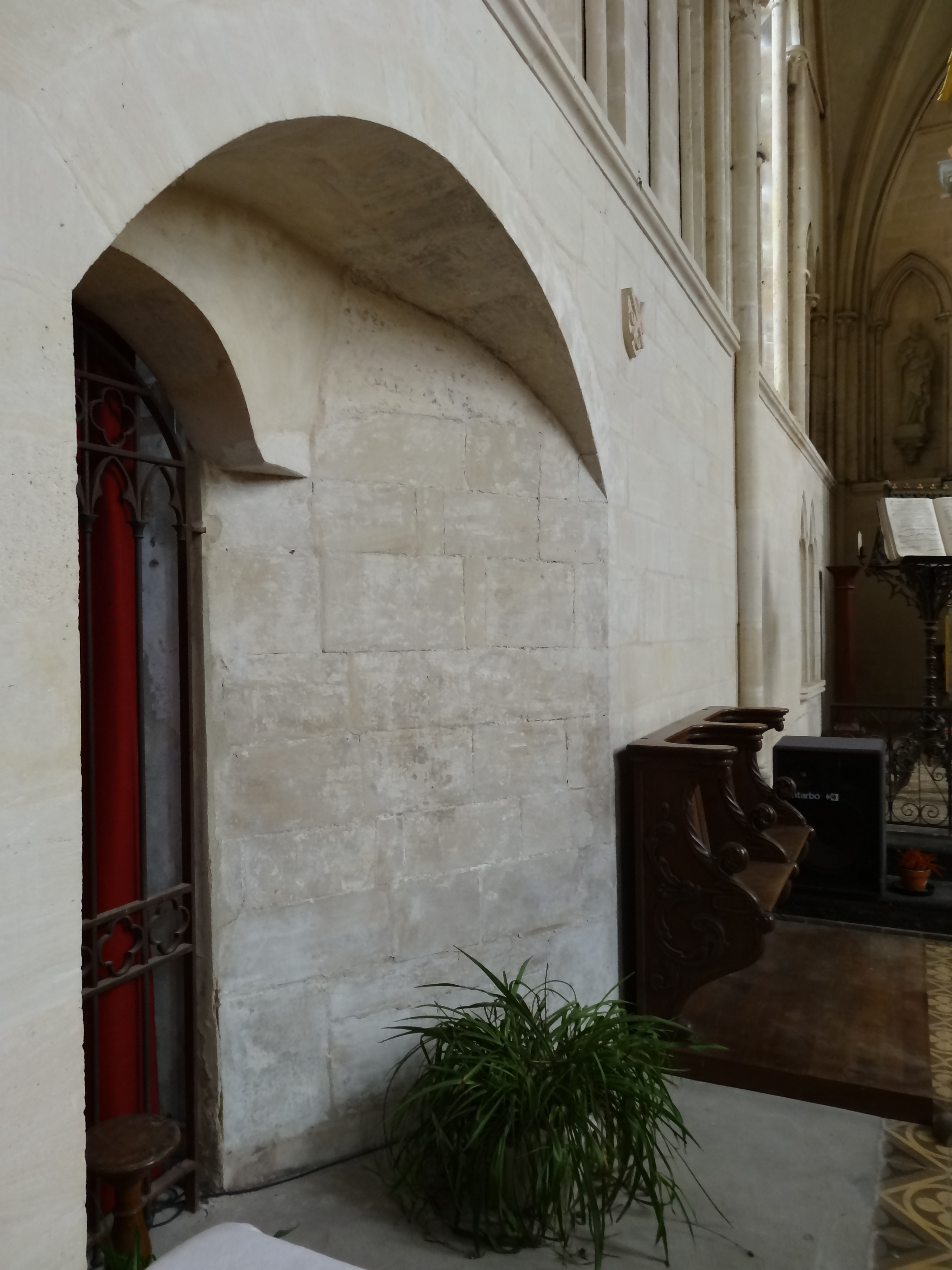
Porte biaise de la chapelle donnant sur le chœur.
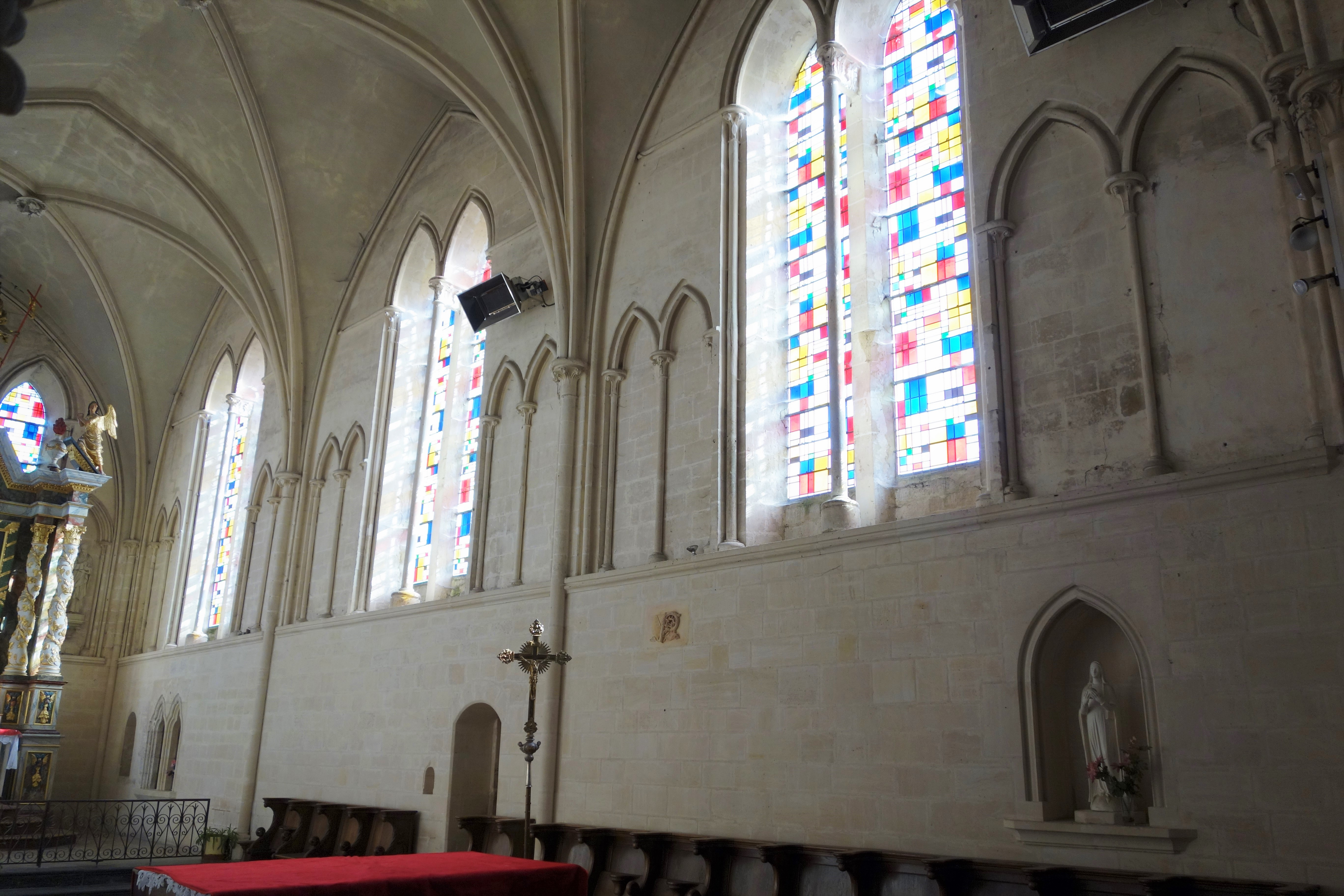
Arcades du mur sud du chœur.

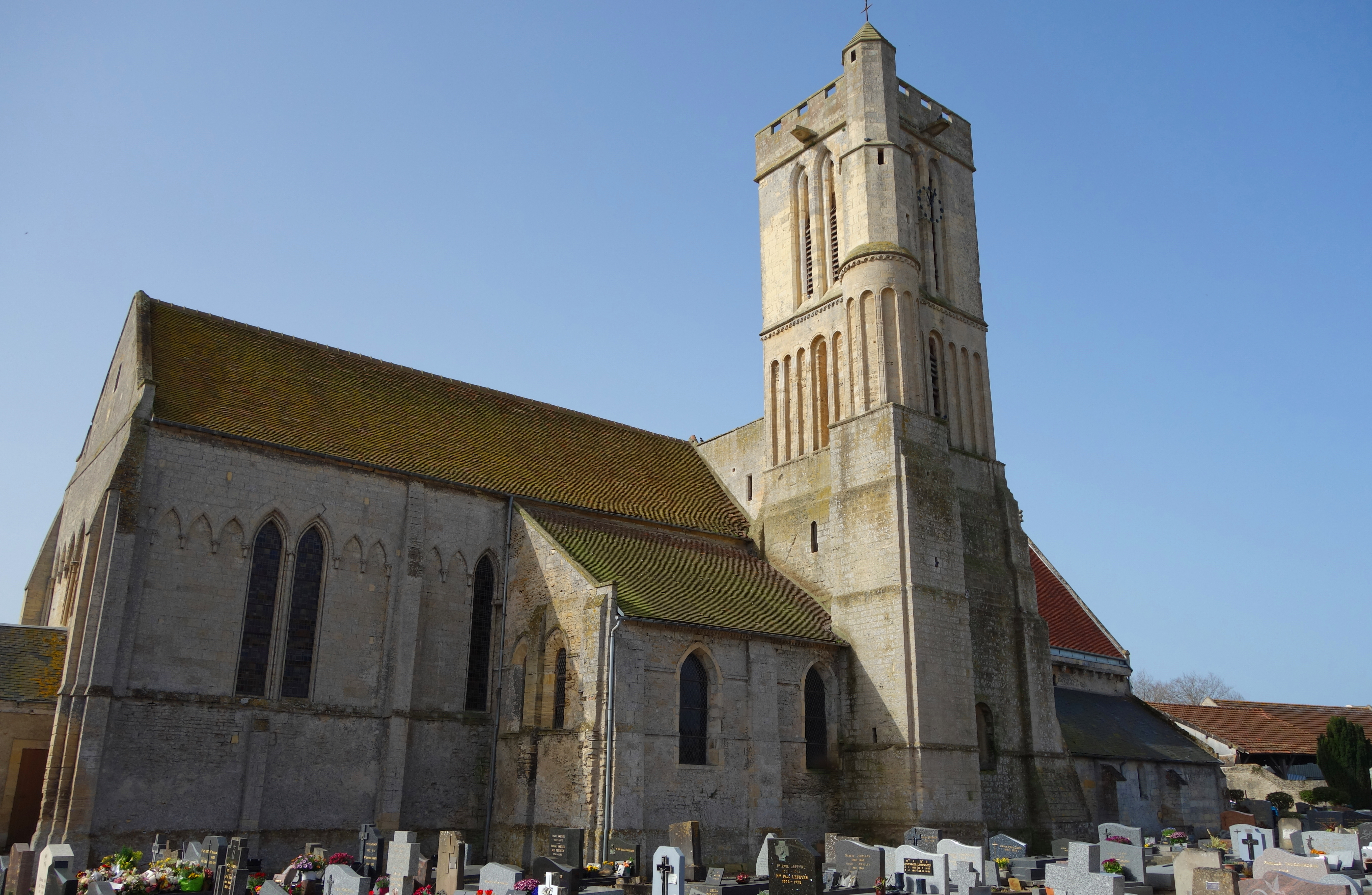
Façade nord, chapelle et tour

### Chapelle
La chapelle de style transition a été construite au XIIe siècle, d'après A. de Caumont. Une frise de dents-de-scie orne la corniche côté nord au-dessus de deux fenêtres aux arcs en tiers-point. À l'intérieur, la chapelle est couverte de deux croisées d'ogives aux arcs plein-cintre. Elle est ouverte sur le chœur par une baie biaise  qui permet d'avoir vue sur l'autel sans être aperçu de la nef. Une deuxième porte cintrée permet un accès plus aisé dans cette partie de l'église qui fait office de sacristie.

### Tour
Le soubassement de la tour est roman. Il est accolé à la dernière travée de la nef et fournit un espace supplémentaire, voûté et éclairé d'une fenêtre, au bas-côté nord avec lequel il communique. Carrée, la tour est flanquée d'une tourelle qui contient l'escalier. La base quadrangulaire de cette tourelle est surmontée d'une construction ronde puis hexagonale coiffée d'une poivrière qui n'existait pas à l'époque d'A. de Caumont. Le deuxième niveau de la tour est roman également. Chaque face est percée d'une seule baie entourée d'arcatures plein-cintre très élancées qui retombent sur de simples pilastres,.
Une corniche ornée de billettes le sépare du troisième niveau du XVe siècle dont chaque côté est percé par deux lancettes équipées d'abat-sons. Le parapet crénelé qui couronne la tour est plus récent, d'après Arcisse de Caumont. Trois cloches sonnent tous les quarts d'heure et annoncent les offices.

## Mobilier
Offert par Louis-Hercule Vauquelin, curé d'Hermanville, un  gigantesque retable de style baroque du XVIIe siècle aux colonnes torsadées occupe le fond du chœur, occultant  en grande partie les trois lancettes du chevet. Conformément aux directives du concile de Trente le tabernacle est mis en valeur et le tableau frappe directement l'esprit par le réalisme du sujet. Il se substitue au vitrail pour l'enseignement religieux aux populations illettrées,. Le tableau figure une descente de croix inspirée d'un tableau de Jean Jouvenet. Il est dominé par trois statues représentant un Christ ressuscité et deux anges adorateurs et il est entouré de plusieurs putti en haut-relief caractéristiques de la période baroque. En réaction contre l'austérité du protestantisme, le concile de Trente encourage un goût pour l'art monumental et le spectaculaire, d'où la profusion de tableaux descriptifs et sensuels mais aussi de dorures, de fleurs, de colonnes torsadées et de chérubins.

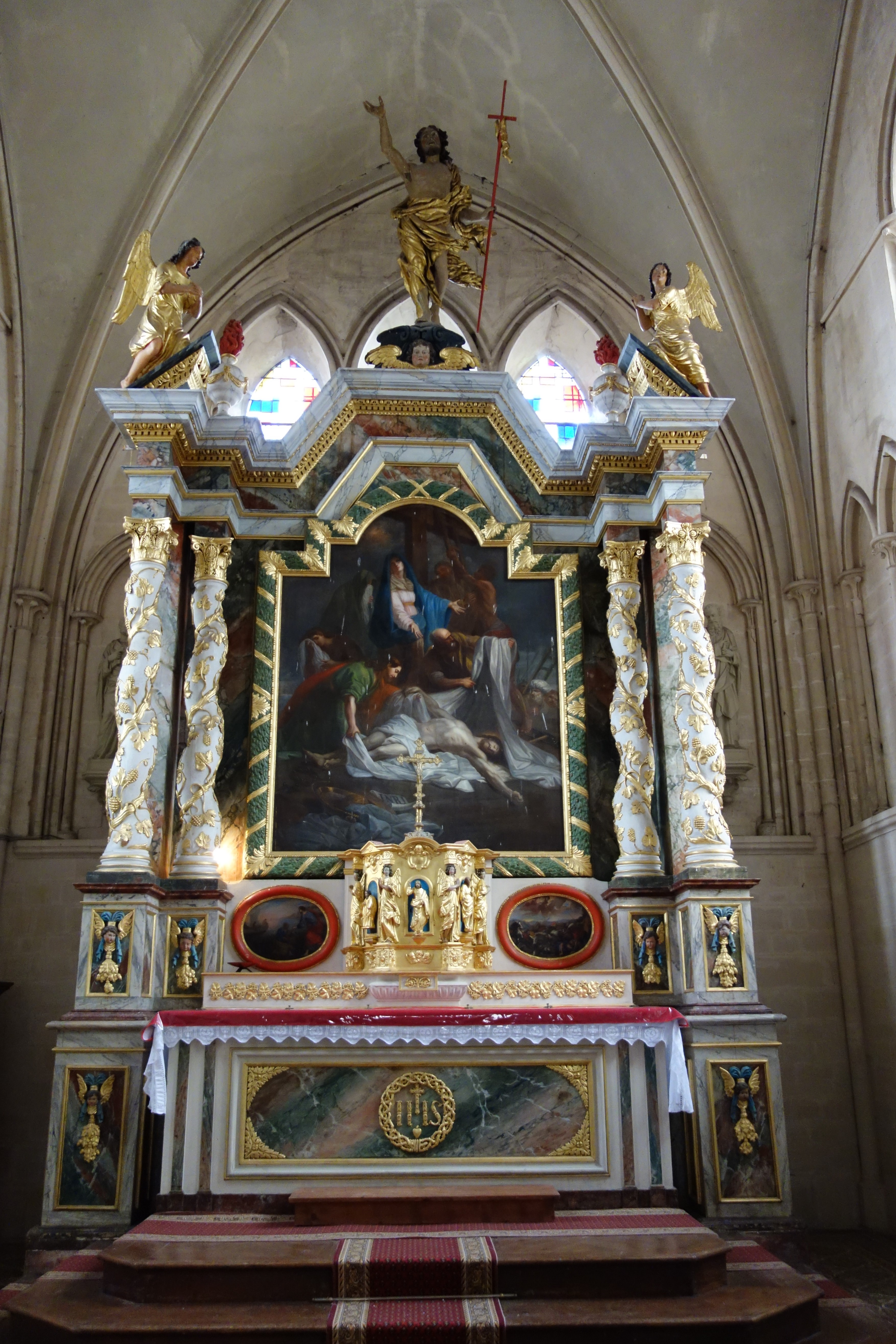
Retable du XVIIe siècle.
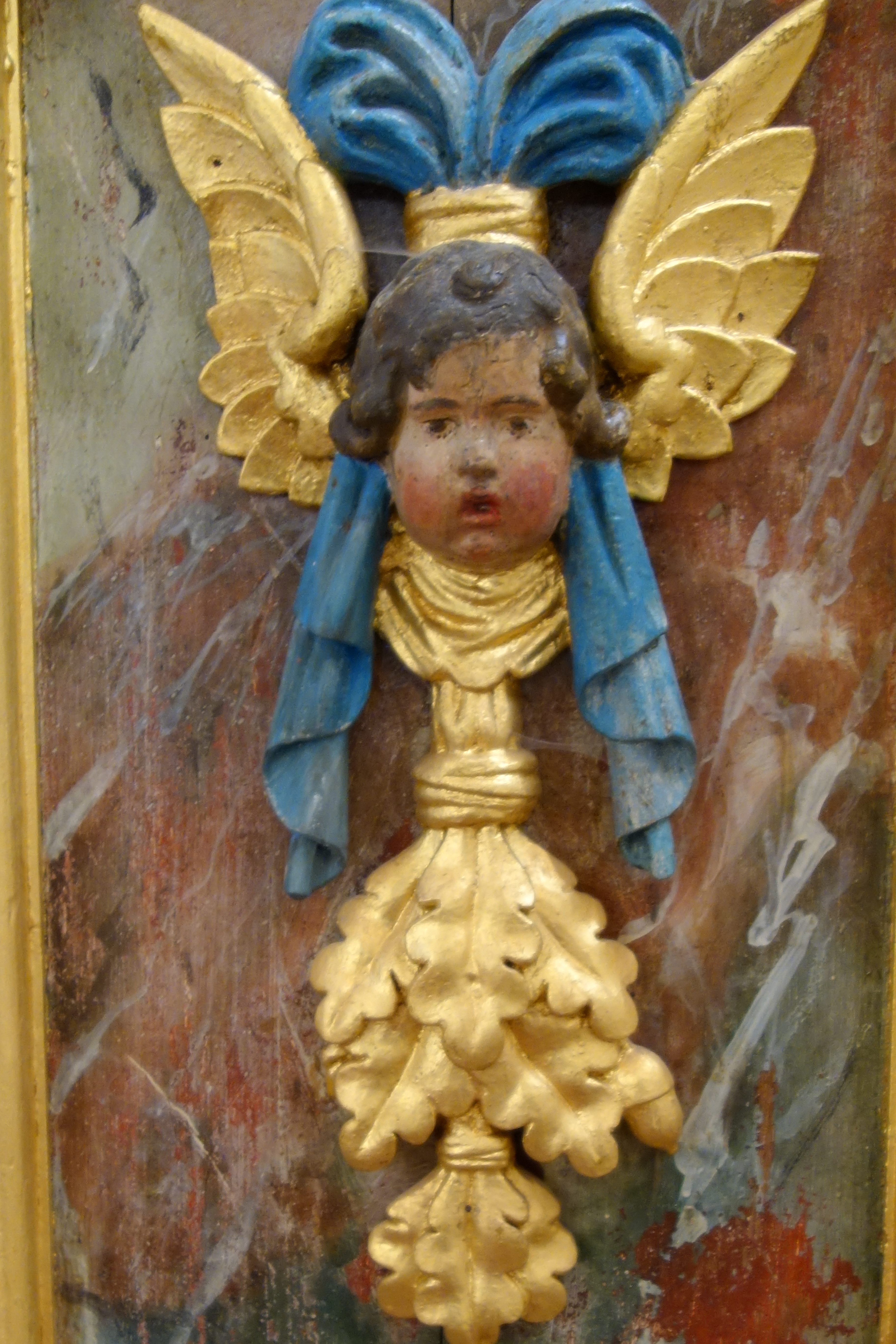
Putto caractéristique du style baroque.
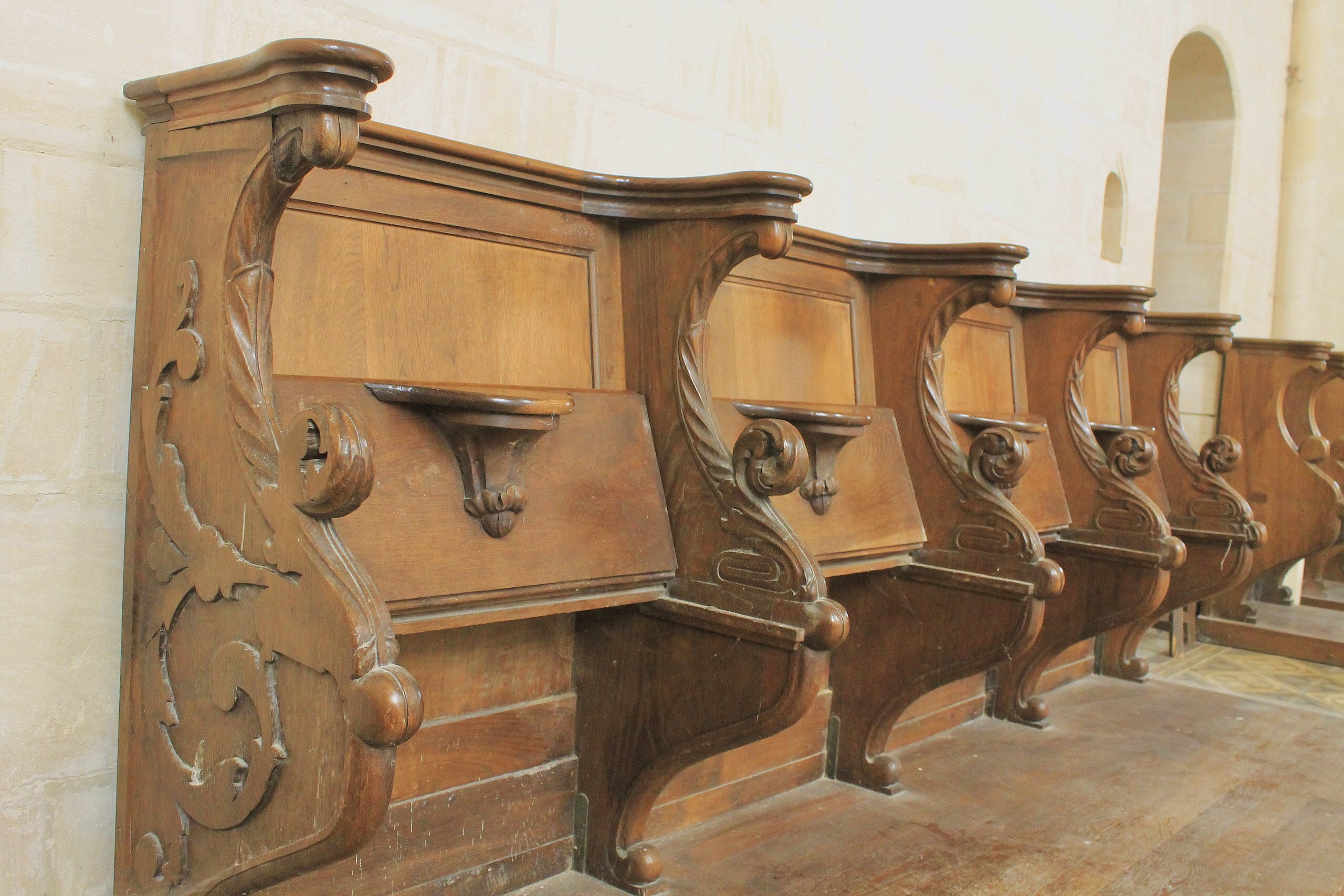
Les stalles.

Le chœur et le clocher sont inscrits au titre des monuments historiques depuis le 24 janvier 1927.